# Psycho Mantis
 (août 2015).
Si vous disposez d'ouvrages ou d'articles de référence ou si vous connaissez des sites web de qualité traitant du thème abordé ici, merci de compléter l'article en donnant les références utiles à sa vérifiabilité et en les liant à la section « Notes et références ».

Psycho Mantis est un personnage de jeu vidéo dans la série Metal Gear. Il fait son apparition dans Metal Gear Solid.

## Histoire
Dans sa jeunesse, Mantis vit dans un petit village de Russie. 
La première personne dont il peut lire les pensées est son père : il n'y découvre que mépris et haine envers lui-même. En effet, son père le déteste car il considère Mantis responsable du décès de sa mère, morte en l'accouchant. Ayant très peur de son père, il le tue et brûle son village pour enterrer son passé.
En 1976, il rejoint l'unité XOF pour participer au projet B&B. Lire les pensées du corps de Volgin le terrifie ; c'est à cette occasion qu'il se crée une deuxième personnalité tueuse.
Plus tard, des membres du KGB sont impressionnés par ses talents et l'engagent en l'entraînant comme « Soldat Psychique ». Après quelques années de service, il rejoint le FBI aux États-Unis et devint ainsi profiler en lisant les pensées des tueurs et des psychopathes afin qu'on puisse les arrêter et anticiper leurs actions. Il est ensuite recruté par Fox Hound.
En 2005, Mantis prend part au soulèvement des membres de Fox Hound à Shadow Moses.
Ses talents sont notamment utilisés pour effectuer des lavages de cerveaux aux Soldats Génomes.
Solid Snake tue Mantis dans le bureau du commandant situé sous le hangar à ogives, dans un combat risqué où Meryl Silverburgh, contrôlée par ce dernier, menace Solid Snake avec son Desert Eagle avant de pointer l'arme vers elle. Juste avant de mourir, Mantis explique avoir rejoint FoxHound pour faire le plus de victimes possibles et raconte la destruction de son village. 
Sentant la mort l'emporter, Mantis montre le chemin à suivre à Snake et Meryl afin d'arriver au hangar de Metal Gear REX. Il précise que c'est la première fois qu'il utilise ses pouvoirs pour aider quelqu'un, Snake étant d'après lui la seule personne qu'il ait rencontré à avoir un esprit pur.
« Ca fait drôle… ça fait… du bien… » sont ses dernières paroles. Il est ensuite emporté par The Sorrow.
Psycho Mantis réapparaît dans Metal Gear Solid 4: Guns of the Patriots en tant que spectre. Il réussit à forcer les B&B Corps à devenir d'impitoyables guerrières grâce à ses pouvoirs. Il apparaît à la suite du combat contre Screaming Mantis qui se revèle être possédée par Psycho Mantis. 
Peu après, son esprit disparaît en hurlant, après que The Sorrow apparaît et exorcise l'esprit de Mantis du monde des vivants.

## Pouvoirs
Psycho Mantis est un des plus grands spécialistes de psychokinésie et de télépathie du monde. Il est capable de lire les pensées d'autrui avec grande facilité, ainsi que de bouger des objets, même lourds, par la force de son mental. De plus, cette même force lui donne d'étonnants pouvoir pyrokinétiques.